# Paweł Stalmach
Paweł Stalmach (v českých zdrojích Pavel Stalmach, 13. srpna 1824 Bażanowice – 13. listopadu 1891 Těšín) byl polský národní buditel, novinář a vydavatel na Těšínsku.

## Biografie
Absolvoval evangelické gymnázium v Těšíně. Chtěl se stát knězem, ale zjistil, že nemá dostatečné znalosti polštiny. Půjčoval si proto u známého těšínského advokáta Ludvíka Kluckého polské knihy a společně s dalšími založil studentský čtenářský spolek. Později odešel na filozofický kurs evangelického lycea do Prešpurku, kde se setkal s Ľudovítem Štúrem, vydavatelem Slovenských novin. Stalmachova snaha vydávat podobné noviny na Těšínsku ale narazila na neochotu úřadů udělit koncesi.
Stalmach se odebral do Vídně, kde ho zastihla revoluce. 6. května 1848 vyšlo první číslo časopisu Tygodnik Cieszyński, který vydával Ludwik Klucki a vedl redaktor Andrzej Cinciała. Z Vídně Stalmach posílal příspěvky. Později se společně s polským přítelem Jiřím Lubomírským účastnil Slovanského sjezdu v Praze. Odtud se vrátil do Těšína, kde převzal vedení Týdeníku a založil čtenářský spolek Czytelnia Ludowa.
Vydavatelské začátky byly obtížné – časopis se potýkal s finančními problémy a Stalmach se musel živit soukromým doučováním. Po zákazu týdeníku v Haliči zavedl nový titul – Gwiazdka Cieszyńska. Jeho úsilí si všiml polský básník Józef Ignacy Kraszewski a zajistil mu nejen 400 nových předplatitelů, ale také řadu peněžitých darů a knih od Poláků z Poznaňska, Haliče i Polského království v ruském záboru. Příspěvky pomohly změnit „Čitelnu“ na rozsáhlou knihovnu v reprezentativních prostorách. V roce 1873 vyšel v Krakově na podporu Stalmacha almanach Wisła.
K dalším Stalmachovým aktivitám patřilo založení několika organizací v Těšíně, jako byl Národní dům, Towarzystwo naukowej pomocy (na podporu místních studentů) a spořitelní a úvěrní družstva (Towarzystwo oszczędności i zaliczek). Jak konstatoval František Sláma, nezanechal po sobě spisy, které by mu zajistily slávu u potomků. Vytvořil ale mezi svými spoluobčany národní uvědomění, na které mohli navázat další. Výsledky jeho práce jsou tak uloženy přímo v těšínském lidu.